# Falsa Punta Rancho
Falsa Punta Rancho (spanisch für Falscher Rancho Point) ist eine Landspitze an der Südostküste von Deception Island im Archipel der Südlichen Shetlandinseln. Sie liegt östlich des South Point, unmittelbar westlich des Entrance Point und gleichfalls unmittelbar östlich von Låvebrua Island.
Argentinische Wissenschaftler benannten sie.